# Bahnhof Nendeln
Der Bahnhof Nendeln ist eine Betriebsstelle der Österreichischen Bundesbahnen (ÖBB) auf der Bahnstrecke Feldkirch–Buchs im Ortsteil Nendeln der Gemeinde Eschen in Liechtenstein. Das Aufnahmegebäude liegt auf der dem Ort abgewandten Seite der Geleise (auf die Bahnstrecke bezogen bahnrechts) an der Sägastrasse 11. 

## Geschichte

Der Bahnhof im Originalzustand um 1900

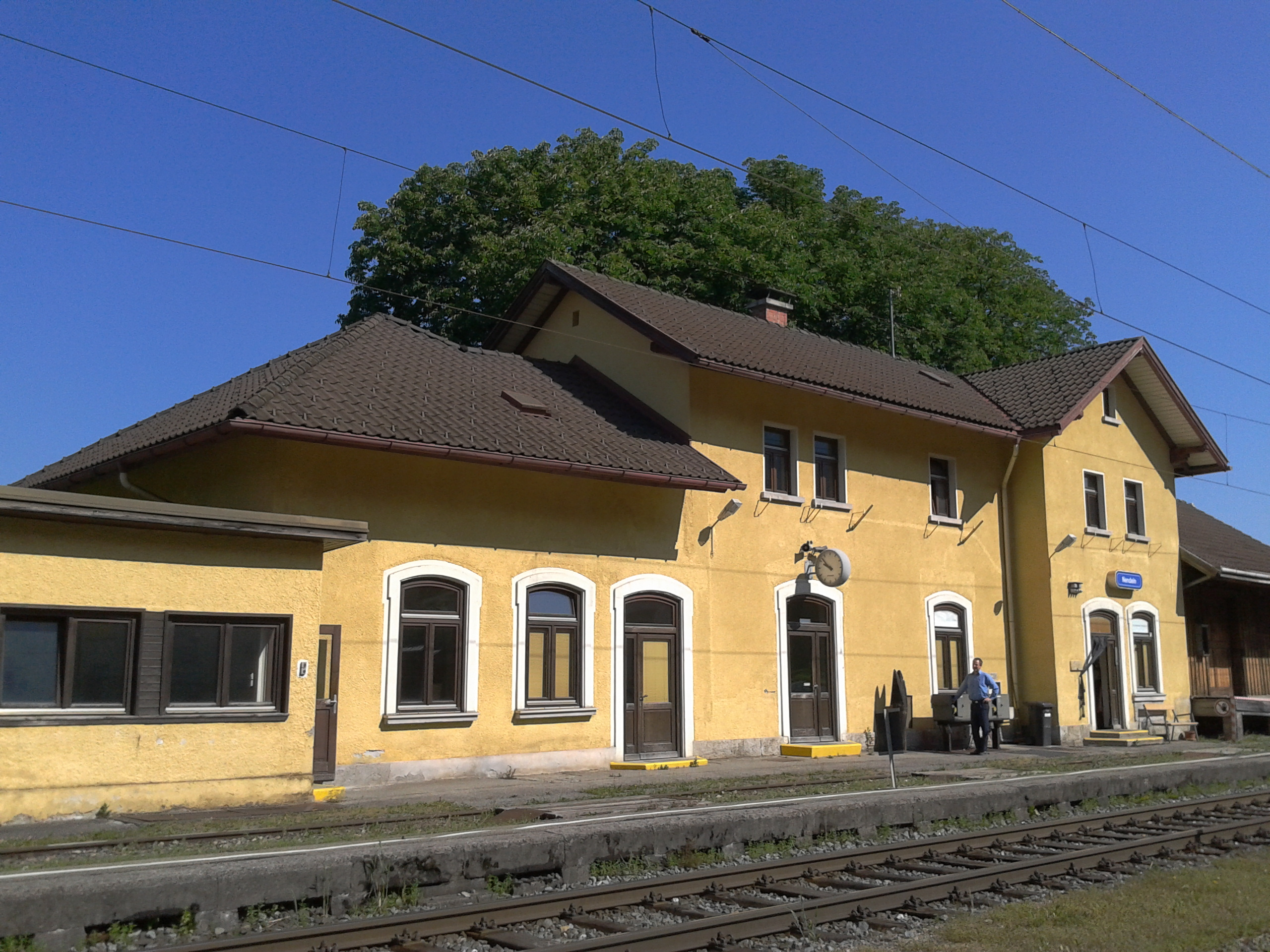
Aufnahmegebäude, Gleisseite. Der Fahrdienstleiter beim Öffnen der Schranken (2014)

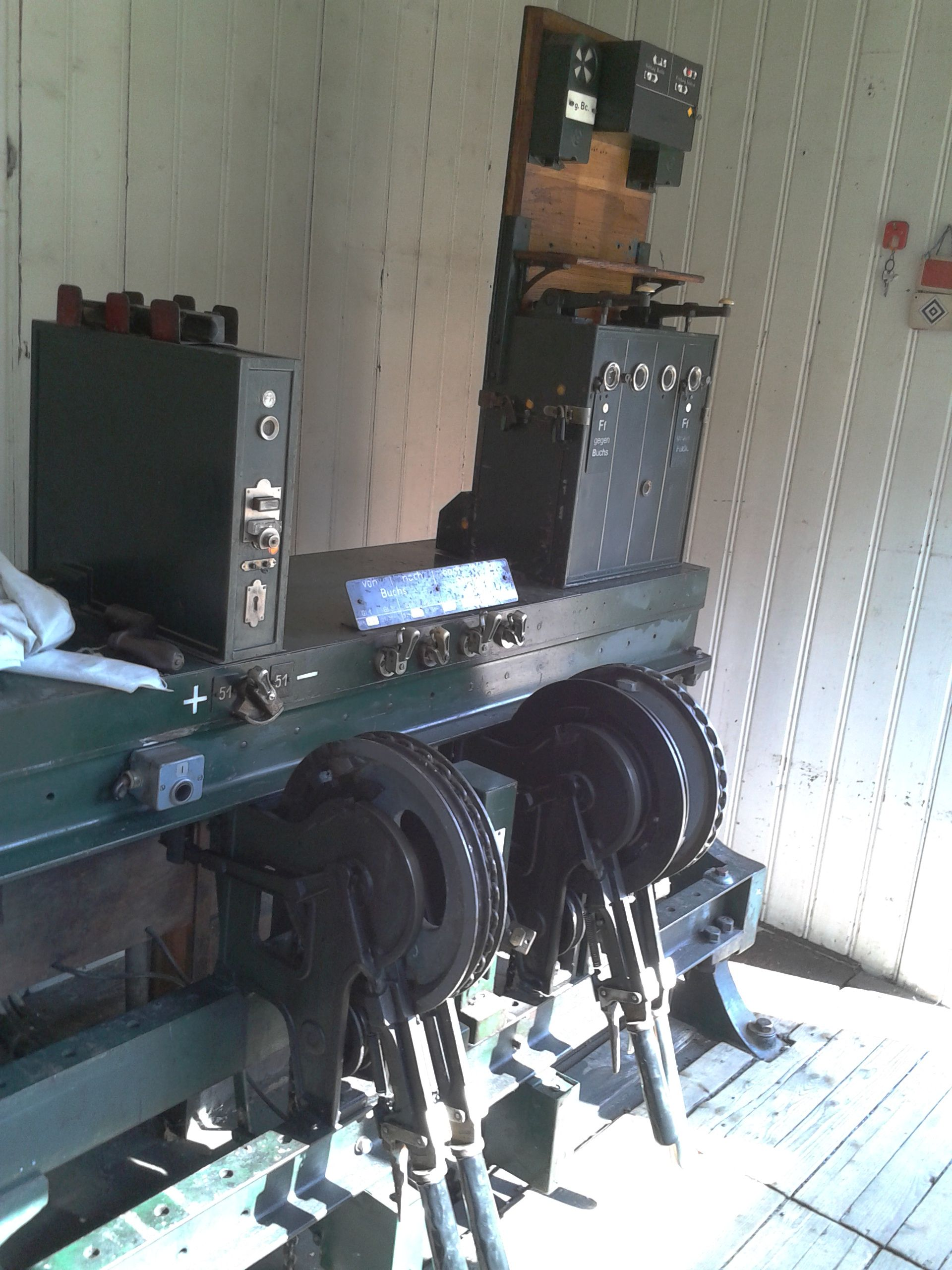
Das örtliche Stellwerk im Jahr 2014

Der Landtag und die Regierung Liechtensteins erteilten am 13./14. Januar 1870 der damaligen Vorarlberger Bahn die Konzession für den Bau und Betrieb der Strecke über ihr Hoheitsgebiet. Eine der Bedingungen dafür war «die Anlage einer Haltestation mit Ausweichgeleise und Laderampe bei Nendeln», die am 24. Oktober 1872 zusammen mit der Strecke eröffnet wurde. Sie galt damals noch als Haltestelle, im Gegensatz zum als „Station“ klassifizierten Bahnhof Schaan-Vaduz. Ausser diesen beiden Stationen gab es zunächst keine weiteren in Liechtenstein. Der architektonische Stil der k.k.-Zeit ist noch erkennbar, ebenso beginnt die Bahnhofsnummer heute mit 81, dem Ländercode der UIC für Österreich.
Bei Eröffnung bestand das Aufnahmegebäude aus einem ebenerdigen, dreiteiligen Hauptgebäude sowie, abgesetzt davon, einer Toilettenanlage und einer Lampisterie, ehemals Schilderhaus. Vorwiegend im Mittelbau entstanden für den Verkehrsbediensteten Wohnräume; und im ebenfalls aus Mauerwerk erstellten, teilweise unterkellerten, seitlichen Anbau waren die für den Bahnbetrieb benötigten Räumlichkeiten wie Dienst- und Warteraum untergebracht. Auf der anderen Seite wurde an den Mittelbau ein Frachtenmagazin in Holzbauweise angebaut. Dieser sparsame Gebäudetyp zählte zu den kleinsten Hochbauten der Vorarlberger Bahn und kam vor allem in ländlichen Gegenden mit geringem Verkehrsaufkommen zur Anwendung. Zusätzlich existierten ein Stationswächterhaus sowie Laderampen. Das zum Bahnhof gehörende Wärterhaus Nummer 9 befand sich im Bereich des nördlichen Bahnübergangs im Zuge der Strasse von Nendeln nach Bendern.
1873 wurden in Nendeln 2230 Reisende gezählt, mit denen 458,62 Gulden eingenommen wurden. Im Güterverkehr waren es 1599 Zentner und Einnahmen von 198,98 Gulden.
Wegen des Zoll- und Währungsvertrags mit der Schweiz erhielt das Aufnahmegebäude 1926/1927 einen Anbau für die Schweizerische Zollverwaltung. Beim Bruch des Rheindamms bei Schaan am 25. September 1927 wurden auch die Gleisanlagen des Bahnhofs überflutet. Für die Unterbringung des mechanischen Mittelstellwerks der Bauform Siemens & Halske 5007 errichtete die Bahnverwaltung um 1929 einen weiteren kleinen Anbau mit einem Flachdach. 1931 wurde das Gebäude aufgestockt und eine Dienstwohnung für den Bahnhofvorstand geschaffen. Die Deutsche Reichsbahn wiederum erweiterte 1940 den Stellwerksanbau.
Nach dem Zweiten Weltkrieg wurden die Anlagen kaum mehr erneuert, und die technischen Einrichtungen veralteten. Das Wärterhaus wurde 1977 abgebrochen, nachdem für das Objekt keine weitere Verwendung bestand. 2017 erweiterten die Österreichischen Bundesbahnen die bestehende Sicherungsanlage um eine Gleisfreimeldeanlage. In den 2010er Jahren wollten die ÖBB den Bahnhof im Zuge des Projekts S-Bahn Liechtenstein modernisieren und eine Doppelspur zwischen Tisis und Nendeln sowie eine Park&Ride-Anlage einrichten. Es war zudem vorgesehen, die Railjets mit Fahrgastwechsel halten zu lassen, um Direktverbindungen nach Zürich, Innsbruck, Salzburg oder Wien zu schaffen, in einer Fahrtrichtung müssen diese kreuzungsbedingt ohnehin in Nendeln warten. Die Finanzierung der S-Bahn wurde jedoch von den liechtensteinischen Stimmbürgerinnen und -bürgern bei einer Volksabstimmung am 30. August 2020 abgelehnt.

## Betrieb

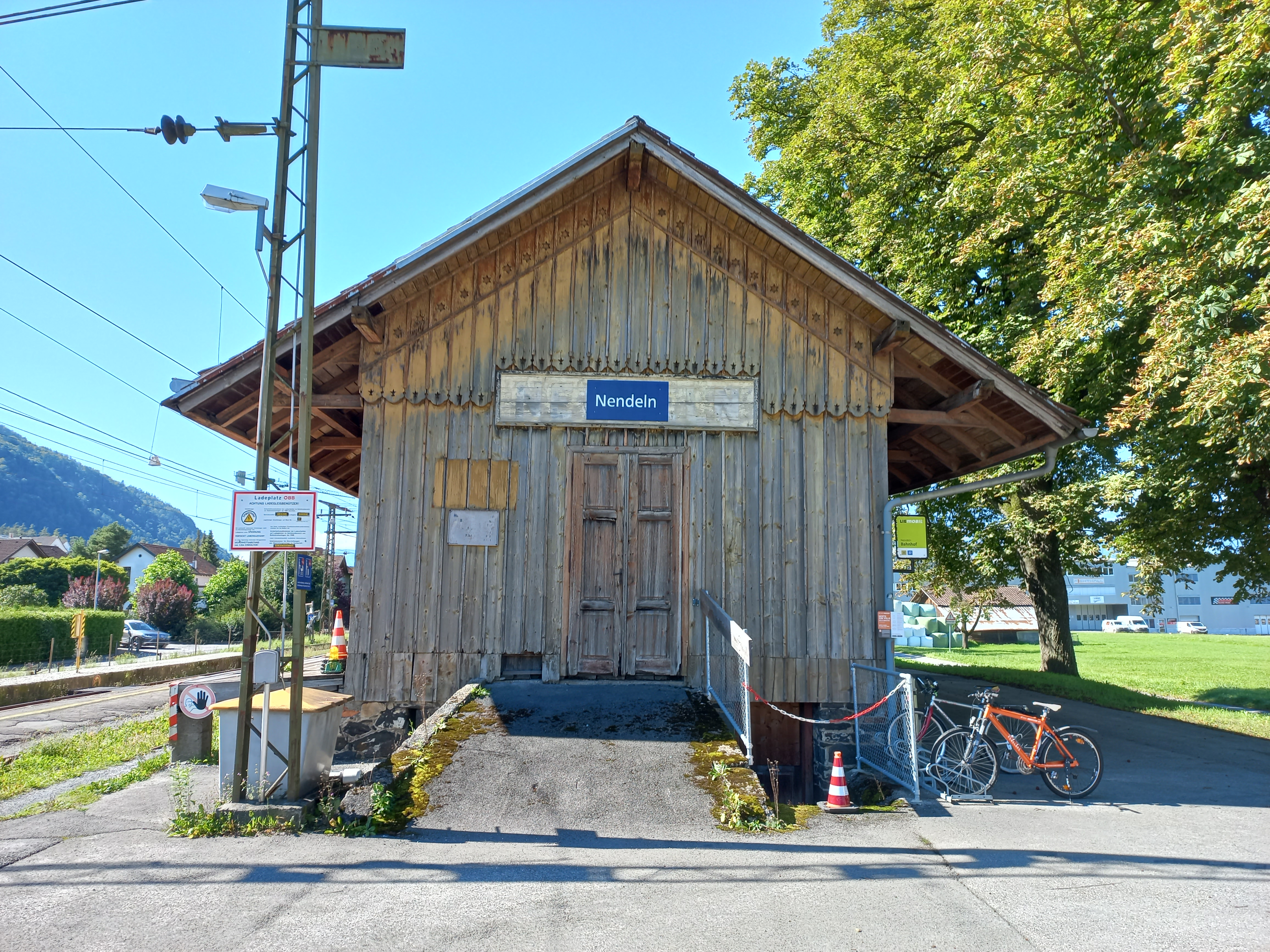
Das an das Aufnahmegebäude angeschlossene Frachtenmagazin

Der Bahnhof Nendeln ist der einzige verbliebene Bahnhof zwischen Feldkirch und Buchs und damit der einzige in Liechtenstein. Seine zwei Bahnhofsgleise mit einer nutzbaren Länge von 621 Metern stellen die einzige Kreuzungsmöglichkeit der Strecke dar. Der ständig anwesende Fahrdienstleiter ist, neben dem Stellen der Weichen per Seilzug, auch für die Sicherung der beiden beschrankten Bahnübergänge im Stationsbereich (Rheinstrasse und Schwemmegass) verantwortlich. Fahrkartenverkauf findet vor Ort keiner statt, diese müssen im Zug erworben werden. Der ehemalige Fahrkartenschalter ist dauerhaft geschlossen.
Täglich passieren etwa 50 Züge den Bahnhof, Fernverkehrszüge ohne Verkehrshalt. Im Gegenzug halten alle Regional- und S-Bahn-Züge in Nendeln, wobei die Station von der Linie S2 der S-Bahn Vorarlberg bedient wird. Im Fahrplanjahr 2023 sind dies, beide Zuggattungen zusammen genommen, elf Zugpaare der Relation (Bludenz –) Feldkirch – Buchs SG und zurück. Planmässig fahren dabei die, den Bahnhof bedienenden, Züge Richtung Österreich immer von Gleis 1 ab, an dem der Hausbahnsteig liegt. Diejenigen in Richtung Schweiz fahren nur von Gleis 1 ab, wenn dieses nicht durch einen Zug mit Verkehrshalt Richtung Österreich belegt ist. Andernfalls weichen sie auf Gleis 2 aus, das einen Mittelbahnsteig aufweist. Letzterer ist nur durch einen niveaugleichen, nicht barrierefreien Zugang erreichbar. Das Fahrgastaufkommen ist mit 30 bis 40 Personen täglich gering.
Der Bahnhof wird zudem von den Buslinien 13, 13E, 35, 37 und 470 des Verkehrsbetrieb LIECHTENSTEINmobil bedient, deren Haltestelle Nendeln Bahnhof in der Rheinstrasse liegt.
Die Güterabfertigung in Nendeln ist in den letzten Jahrzehnten kontinuierlich zurückgegangen. Nach wie vor wird auf dem als Stumpfgleis ausgeführten und ebenfalls elektrifizierten Ladegleis von einem Forstwirtschaftunternehmen Holz verladen. Vor dem Aufnahmegebäude ist dieses Gleis stark mit Unkraut überwachsen.
Die ÖBB planen, den Bahnhof in den Jahren 2024 bis 2026 zu modernisieren.

## Trivia
Anlässlich des Jubiläums 125 Jahre Eisenbahn in Liechtenstein gab die Liechtensteinische Post am 22. August 1997 eine Briefmarkenserie heraus, darunter auch eine Marke mit dem Motiv Bahnhof Nendeln, Elektrolokomotive, gestaltet von Josef Schädler.